# Neptidopsis ophione
Neptidopsis ophione är en fjärilsart som beskrevs av Pieter Cramer 1779. Neptidopsis ophione ingår i släktet Neptidopsis och familjen praktfjärilar. IUCN kategoriserar arten globalt som livskraftig. Inga underarter finns listade i Catalogue of Life.

## Bildgalleri

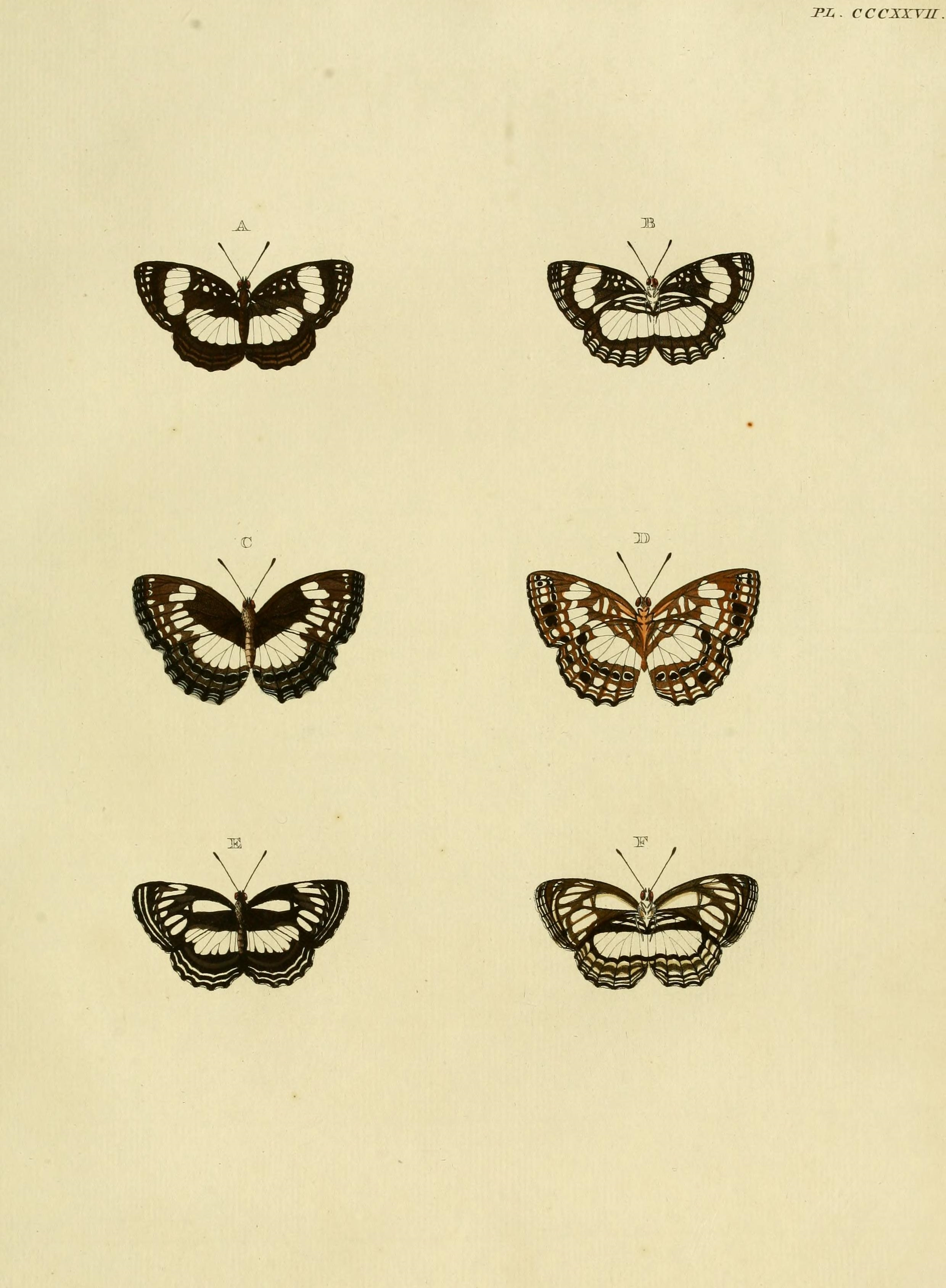
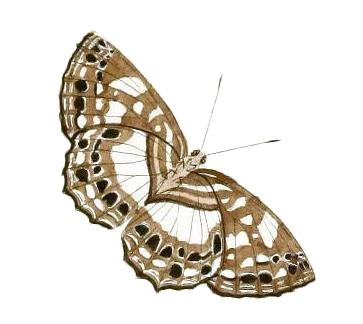